# Coxs River
La Coxs River ou rivières Coxs, est une rivière des plateaux centraux des montagnes Bleues et de la région de Macarthur en Nouvelle-Galles du Sud en Australie.

## Description
La rivière Coxs prend sa source à Gardiners Gap, dans la forêt d'État de Ben Bullen, à l'est de Cullen Bullen, et traverse la vallée de Megalong et certaines parties du site du patrimoine mondial de la région des montagnes Bleues, notamment les parcs nationaux des Montagnes Bleues et de Kanangra-Boyd. Elle se dirige généralement vers le sud. Elle est rejointe à l'est par quinze affluents dont les rivières Little, Jenolan, Kedumba, Kowmung et Wollondilly, avant d'atteindre son confluent avec la Warragamba River pour former le lac Burragorang. La rivière descend de 931 mètres sur un parcours de 155 kilomètres.
La rivière est retenue au lac Wallace où elle forme une source de refroidissement pour la centrale électrique de Wallerawang ; au lac Lyell, elle est utilisée pour l'approvisionnement en eau de la ville de Lithgow et au lac Burragorang, elle est une source d'approvisionnement en eau importante pour Sydney.
À Wallerawang, la rivière est traversée par un pont ferroviaire en pierre à voie unique achevé en 1870 et par un sous-pont ferroviaire à double voie en maçonnerie achevé en 1923. À l'est de Wallerawang, la Great Western Highway (en) (A32) traverse également la rivière par le pont Jack Wilson.

## Histoire
Le gouverneur Lachlan Macquarie a nommé à la fois la rivière Coxs et le col Coxs en l'honneur de William Cox, un officier militaire, constructeur de routes.